# Breaza (Buzău)
Breaza is een Roemeense gemeente in het district Buzău.
Breaza telt 2874 inwoners.